# بانک مهر اقتصاد
بانک مهر اقتصاد شرکت خدمات مالی و بانکداری ایرانی بود که با حمایت سازمان بسیج مستضعفین در سال ۱۳۷۲ تأسیس شد و به موجب اطلاعیه بانک مرکزی ایران در تاریخ ۱۱ اسفند ۱۳۹۷ در بانک سپه ادغام گردید.

## تاریخچه
صندوق قرض‌الحسنه بسیجیان در سال ۱۳۷۲ با سرمایه ۱۰ میلیون ریال آغاز به کار کرد و از شروع فعالیت با توجه به نیاز مبرم ایران به تحول در زمینه سامانه بانکداری سنتی، ارائه خدمات بانکداری الکترونیکی را سرلوحه فعالیت بانکی و پولی خود قرار داد.
مؤسسه قرض‌الحسنه مهر بسیجیان، در مهر ۱۳۹۱ موفق به تبدیل نوع شخصیت حقوقی خود به شرکت سهامی عام گردید و اداره ثبت شرکت‌ها نام بانک مهر اقتصاد را ثبت نمود. بانک مهر اقتصاد متقاضی دریافت مجوز از بانک مرکزی بود.
مؤسسه مالی و اعتباری مهر، مؤسسه قرض‌الحسنه مهر بسیجیان، و پیش‌تر صندوق قرض‌الحسنه بسیجیان یک مؤسسه مالی و اعتباری، دارای موافقت نامه اصولی اولیه تبدیل شده به بانک در شرف تأسیس و متقاضی دریافت مجوز، وابسته به بنیاد تعاون سازمان بسیج مستضعفین بود.
بانک مهر اقتصاد با اجرایی شدن پروژه‌های طرح ملی ادغام بانک‌های نیروهای مسلح در بانک سپه از ۷ خرداد ۱۳۹۹ به شبکه شتاب پیوست اما پیش از آن امکان پرداخت و وصول وجه شتابی از طریق اینترنت میسر بود و امکان انتقال وجه از سامانه آپ و همراه کارت برای بانک مهر اقتصاد به عنوان مبدأ و مقصد انتقال در کنار سایر بانک‌ها فراهم شده‌بود.
دفتر مرکزی بانک مهر اقتصاد در خیابان پاسداران نبش خیابان توحیدی مستقر بود.
آخرین صورت مالی ارائه شده توسط این بانک در سال ۱۳۹۵ بوده و پس از آن صورتهای مالی خود را ارائه ننموده‌است.
این مؤسسه مالی و اعتباری (قرض‌الحسنه)، در رتبه‌بندی شرکت‌های برتر ایران بر اساس اطلاعات سال مالی ۱۳۹۲ در ردهٔ هفدهمین شرکت برتر ایران از نظر میزان فروش/درآمد قرار گرفت و نیز در سال ۹۴ در کل سیزدهم و بین تمامی بانک‌های ایران در رتبه ششم قرار گرفت.

## ۱۰۰ شرکت برتر ایران[۴]
بانک مهر اقتصاد در میان ۱۰۰ شرکت برتر ایران:
- رتبه ۹۲ در سال مالی ۱۳۸۶
- رتبه ۳۷ در سال مالی ۱۳۸۷
- رتبه ۳۰ در سال مالی ۱۳۸۸
- رتبه ۲۸ در سال مالی ۱۳۸۹
- رتبه ۱۷ در سال مالی ۱۳۹۰
- رتبه ۱۹ در سال مالی ۱۳۹۱
- رتبه ۱۷ در سال مالی ۱۳۹۲
- رتبه ۱۹ در سال مالی ۱۳۹۳
- رتبه ۱۳ در سال مالی ۱۳۹۴
- رتبه ۱۷ در سال مالی ۱۳۹۵

## شرکتهای تابعه
1. شرکت آتیه سازان مهر اقتصاد (شرکت تأمین نیروهای خدماتی و وصول مطالبات بانک مهر اقتصاد)
2. شرکت تجلی مهر ایرانیان
3. شرکت فراسوی شرق

## ادغام بانک‌های نیروهای مسلح با بانک سپه
براساس اطلاعیه بانک مرکزی ایران در تاریخ ۱۱ اسفند ۱۳۹۷ بانک‌های انصار، قوامین، حکمت ایرانیان، مهر اقتصاد و مؤسسه اعتباری کوثر در بانک سپه ادغام شدند. در تاریخ ۱۲ خرداد ۱۳۹۹ بانک مهر اقتصاد به‌طور کامل و رسمی بعد برگزاری مجمع انحلال و با تغییر تابلوها، در بانک سپه ادغام شد.